# Singburi Warriors FC
Der Singburi Warriors Football Club (thailändisch สโมสรฟุตบอลสิงห์บุรี วอร์ริเออร์) ist ein thailändischer Fußballverein aus der Provinz Singburi. Ab der Saison 2025/26 spielt der Verein in der Central Region der dritten Liga, der Thai League 3.

## Geschichte
Der Verein wurde 2025 gegründet. Im ersten Jahr seines Bestehens nahm der Verein am Spielbetrieb der viertklassigen Thailand Semi-Pro League teil. Am Ende der Saison 2025 wurde der Verein Meister der Central Region und stieg in die Central Region der dritten Liga auf.

## Erfolge
- Thailand Semi-Pro League (Central): 2025  ▲

## Stadion
Der Verein trägt seine Heimspiele im Singburi Province Stadium in Sing Buri aus. Das Stadion hat ein Fassungsvermögen von 3449 Personen.

## Aktueller Kader
Stand: 1. September 2024
| Nr. |          | Position | Name                         |
| --- | -------- | -------- | ---------------------------- |
| 4   | Thailand | AB       | Chaiya Sriaksa               |
| 7   | Thailand | MF       | Weerapat Unpak               |
| 8   | Thailand | MF       | Autapong Putpog              |
| 9   | Thailand | ST       | Tanakorn Ketkanjano          |
| 10  | Thailand | MF       | Songkhun Khongsukko          |
| 14  | Thailand | AB       | Thanadon Rangapphai          |
| 15  | Thailand | ST       | Thanaphon Udommansiriphaisai |
| 16  | Thailand | AB       | Sommai Thainoy               |
| 17  | Thailand | MF       | Teerayut Jaimun              |
| 18  | Thailand | TW       | Vitti Nirunrit               |
| 19  | Thailand | MF       | Mahesk Poojroen              |
| 20  | Thailand | MF       | Patiphan Chosunthon          |
| 21  | Thailand | MF       | Tinnaphop Saengrung          |
| 22  | Thailand | ST       | Pongbanchon Tognam           |
| 23  | Thailand | AB       | Kanokpon Udomsakunee         |

| Nr. |          | Position | Name                    |
| --- | -------- | -------- | ----------------------- |
| 24  | Thailand | MF       | Nattapon Ongpanich      |
| 26  | Thailand | TW       | Tinnaphop Visatchanam   |
| 27  | Thailand | AB       | Seree Tutmanee          |
| 28  | Thailand | AB       | Somchai Sempanya        |
| 31  | Thailand | MF       | Boonkawee Boonworamatee |
| 33  | Thailand | TW       | Suphachai Loedanan      |
| 34  | Thailand | AB       | Dechaton Prasadsuk      |
| 40  | Thailand | MF       | Thawachchai Meerian     |
| 43  | Thailand | AB       | Sarawut Nilthanom       |
| 47  | Thailand | AB       | Sahasart Sorasit        |
| 54  | Thailand | ST       | Kamon Maninuam          |
| 55  | Thailand | ST       | Narongrit Muangwong     |
| 56  | Thailand | ST       | Autthakorn Prasitseang  |
| 63  | Thailand | AB       | Anuchart Yoskrai        |
| 77  | Thailand | MF       | Abdulrohman Mateh       |

## Saisonplatzierung
| Saison  | Liga                               | Liga  | Liga   | Liga | Liga | Liga | Liga | Liga   | Liga     | Pokal  | Pokal      | Pokal  |
| Saison  | Liga                               | Level | Spiele | S    | U    | N    | Tore | Punkte | Position | FA Cup | League Cup | T3 Cup |
| ------- | ---------------------------------- | ----- | ------ | ---- | ---- | ---- | ---- | ------ | -------- | ------ | ---------- | ------ |
| 2025    | Thailand Semi-Pro League – Central | 4     | 6      | 4    | 2    | 0    | 11:3 | 14     | 1. ▲     | –      | –          | –      |
| 2025/26 | Thai League 3 – Central            | 3     |        |      |      |      |      |        |          | –      | –          | –      |